# Oteramika
 (mai 2022).
Le contenu est difficilement compréhensible vu les erreurs de traduction, qui sont peut-être dues à l'utilisation d'un logiciel de traduction automatique.
Oteramika est une localité de la région du Southland située dans l’Île du sud de la Nouvelle-Zélande .

## Situation
C’est un village rural situé à côté du lagon de Waituna (en). Il est localisé près de la ville de Woodlands un peu plus au nord, alors que la localité de Rimu se trouve vers l’ouest, et que plus au sud, la route dite Southern Scenic Route (en) se passe en se dirigeant vers les villes de Mokotua, de Kapuka, puis  celle d’Ashers. 
Mais Le centre principal de la région du Southland est la cité d’Invercargill, qui est située  plus loin de 15 km vers l’ouest.

## Accès
Aucune ligne de chemin de fer n’a jamais été construite à travers la ville d’Oteramika, mais en un point, la station du chemin de fer de la ville de Kapuka sur la branche de Tokanui (en) fut dénommée Oteramika.
Cette station ouvrit le 1er mars 1895 mais ferma pour les passagers le 1er juin 1960, et complètement à tout trafic le 31 mars 1966.